# الإسلام في نيبال

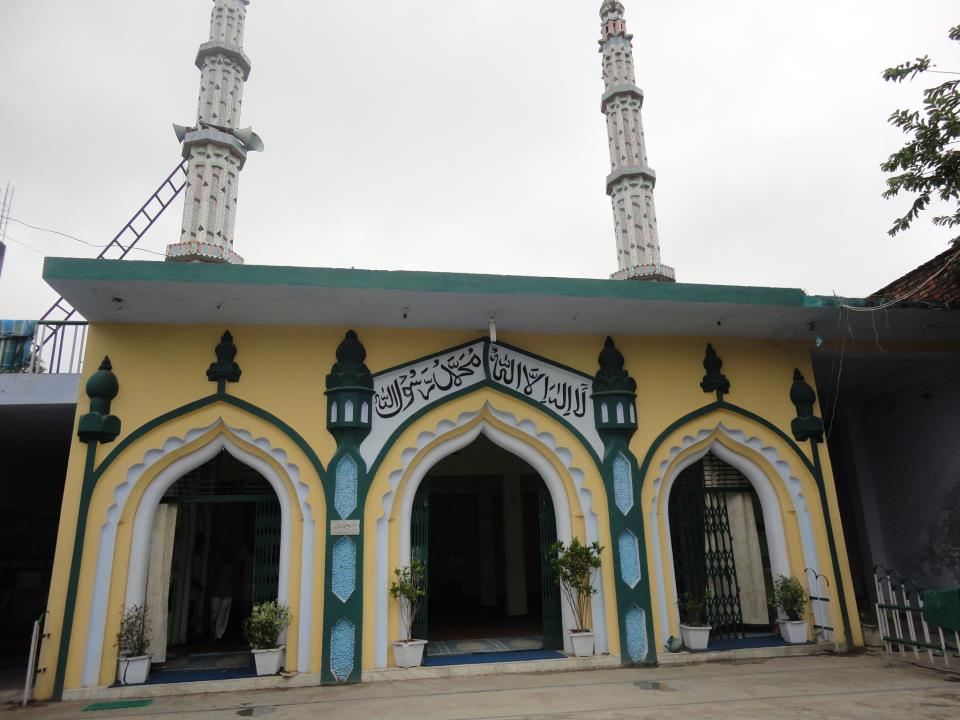
مسجد الرحمانية في روبانديهى نيبال

الإسلام هو ثالث أكبر ديانة في نيبال. وفقًا لتعداد نيبال لعام 2011 يعيش حوالي 1.164 مليون مسلم، يشكلون 4.4٪ من سكان نيبال. يعيش جميعهم تقريبًا في منطقة تيراي. قدر مركز بيو للأبحاث في عام 2020 أن عدد المسلمين حوالي 1,312,370 (4٪ من سكان البلاد).
وصل الإسلام إلى نيبال عبر محورين، (غربي) جاء إليها من كشمير، و(جنوبي) أتي إليها عن طريق شبه القارة الهندية الباكستانية مع أول غزو إسلامي في القرن الرابع عشر الميلادي. وزادت صلة المسلمين بها في عهد الإمبراطور المغولي أكبر، الذي أرسل البعثات الإسلامية إلى البلاد، وهكذا بدأت الدعوة الإسلامية تأخد طريقها عبر أراضي نيبال وكان لنيبال علاقات تجارية مع العرب كما استوطن التجار المسلمون مناطق عديدة من نيبال.
يعيش المسلمون هناك وسط أغلبية هندوسية وأقلية بوذية، ويكسب الإسلام المزيد من المسلمين الجدد من بين هؤلاء على الرغم من قلة الإمكانيات وفقر الجماعات المسلمة بنيبال. والديانات المنتشرة في نيبال هي الهندوسية والبوذية والإسلام، ويمارس المسلمون شعائر دينهم بحرية بالرغم من التحديات الضئيلة من جانب الهندوس.

## تاريخ الإسلام في نيبال
كانت العلاقات التجارية بين العرب والهند منذ القدم، فقد ذكر أن المسلمين العرب كانوا يتاجرون بالمسك من الهند، فدخل الإسلام الي الهند وذلك في القرن الثامن الميلادي ولما أن نيبال دولة مجاورة للهند وتتبع الهند في كافة مجالات الحياة ومن هنا دخل الإسلام فيها أيضا. وفي القرن الثالث عشر الميلادي شن غياث الدين ملك الهند على بعض المناطق في نيبال حرباً، وبعد فتحها بقي كثير من أفواجه هناك، وفي القرن الرابع عشر الميلادي دخل وادي كاتماندو غازياً السلطان شمس الدين حاكم البنغال المسلم، وتجار كشمير لهم أيضا جهود في نشر الإسلام في النيبال، وهؤلاء بنوا مسجداً كبيراً في العاصمة كاتماندو وهذا المسجد حتى الآن موجود ويديره القبوريين والبريلوية. وفي العاصمة مسجد كبير آخر هو المسجد النيبالي. الوضع الحالي للمسلمين في نيبال : للمسلمين في النيبال الحرية في أداء أعمالهم الدينية كالصلاة والزكاة والصوم والأضحية والزواج وغير ذلك من إقامة الاجتماعات الدينية وبناء المساجد والمدارس والمراكز الإسلامية. كما إجازة عيد الفطر يوماً أو يومين. أما أحوالهم الاقتصادية فأكثرهم فلاحين وعمال، ينتشر الجهل بينهم كما انتشاره في البلد ولضيق الأفق لدعاة المسلمين في الأمور الفقهية تأثراً بالتعصب المذهبي المسيطر في أوساط المسلمين والدعاة بشبه القارة الهندية من الحزبية، وتقوم بعض الجمعيات الخيرية الإسلامية بتقديم مساعدات مختلفة للمسلمين في النيبال.